# Ha Young
Ha Young (* 11. August 1993 in Hannam-dong als An Ha-yeong) ist eine südkoreanische Schauspielerin und Model. Bekannt wurde sie in Doctor Prisoner, Chocolate und Soul Mechanic.

## Leben und Karriere
Ha Young wurde am 11. August 1993 in Hannam-dong geboren. Sie studierte an der Ewha Womans University. Ihr Debüt gab sie 2019 in der Fernsehserie Doctor Prisoner. Danach spielte sie in Chocolate mit. Außerdem war sie 2020 in den Serien Soul Mechanic und Love Is Annoying, but I Hate Being Lonely! zu sehen.

## Filmografie (Auswahl)
Serien
- 2019: Doctor Prisoner
- 2019–2020: Chocolate
- 2020: Soul Mechanic
- 2020: Love Is Annoying, but I Hate Being Lonely!
- 2020: Private Lives
- 2020–2021: Royal Secret Agent
- 2021: Mouse
- 2021–2022: Now, We Are Breaking Up
- 2021–2022: Let Me Be Your Knight
- 2022: The Good Detective
- 2022: Extraordinary Attorney Woo
- 2023: Doona!
- 2025: The Trauma Code: Heroes on Call